# Tomáš Ruller
Tomáš Ruller (* 15. března 1957 Brno) je český performer, multimediální umělec, vystudovaný sochař a vysokoškolský pedagog, bývalý děkan Fakulty výtvarných umění VUT v Brně. Je zakládajícím členem mezinárodního hnutí performance Black Market.

## Život a dílo
Narodil se v Brně do rodiny významného architekta a pedagoga prof. Ivana Rullera. Své první umělecké angažmá nalezl v Divadle na provázku jako výtvarník-herec. Poté v letech 1976–1982 vystudoval sochařství na Akademii výtvarných umění v Praze. Uměleckou inspiraci čerpal od Václava Boštíka, Čestmíra Kafky, Vladimíra Preclíka, Adrieny Šimotové nebo Olbrama Zoubka.  
Před rokem 1989 byly jeho prezentace kvůli nekonformním autorským i občanským postojům často zakazovány, za své performance byl trestně stíhán a souzen. Už za studií se dostal do konfliktu se složkami komunistického režimu. Z mnoha akcí, výstav a sympozií, kterých se účastnil, se řada stala  symbolem protestu proti establishmentu, např. Malostranské dvorky z roku 1981 nebo performance 8. srpna 1988 na pražském Opatově. Za představení Mezi tím byl v polovině 80. let trestně stíhán a souzen. V roce 1987 jeho plánované prezentaci na světové přehlídce současného umění Documenta 8 v Kasselu tehdejší československé úřady zabránily, byl mu odebrán pas. Spoluzakládal evropské mezinárodní hnutí umění performance Školu pozornosti / Západo–východní projekt 1983–86 a Černý trh 1986–90. Byl aktivní v odporu vůči totalitnímu režimu a zapojen v disidentských strukturách i neoficiální kultuře. Po roce 1989 vystavoval a prezentoval své akce ve většině evropských zemí, v Izraeli, Kanadě, Japonsku, USA. 
Věnuje se umění autorsky i pedagogickou činností. Je jedním ze spoluzakladatelů Fakulty výtvarných umění na VUT v Brně, kde byl od roku 1992 odborným asistentem a od roku 1993 vedoucím ateliéru Video–multimedia–performance (později ateliéru Performance); v letech 1998–2000 byl děkanem fakulty. V roce 1995 se habilitoval na VŠVU v Bratislavě, v roce 2005 byl tamtéž jmenován profesorem. Měl přednášky, workshopy a stáže na řadě vysokých škol v Evropě i ve Spojených státech. Po odchodu z ateliéru v posledních letech přednáší teorii performance na Katedře teorií a dějin umění FaVU Brno.   
Jeho práce jsou prezentovány v řadě mezinárodních publikací, je zastoupen v domácích i světových sbírkách.